# Lardal
Lardal és un antic municipi situat al comtat de Vestfold, Noruega. Té 2.474 habitants (2016) i la seva superfície és de 277,69 km². El centre administratiu del municipi és el poble de Svarstad. Va ser establert l'1 de gener de 1838.

## Informació general

### Nom
La forma en nòrdic antic del nom era Lagardalr. El primer element és el cas genitiu de lǫgr que significa "aigua" o "riu" (en aquest cas el riu Numedalslågen). L'últim element és dalr que significa "vall". Abans del 1889, el nom va ser escrit "Laurdal".

### Escut d'armes
L'escut d'armes és modern. Se'ls va concedir el 17 de juliol de 1992. Va ser dissenyat per Arvid Steen. L'escut mostra un huldra d'or sobre un fons vermell. L'huldra és una part de l'antic folklore escandinau. Aquesta va ser escollida per a representar les grans àrees de bosc de Lardal que se suposa que van ser habitades per huldres.